# بطولة ويمبلدون 1936
قائمة ببطولات ويمبلدون لسنة 1936:

## فردي رجال
فريد بيري هزم جوتفرايد فون كرام . النتيجة: 6-1 6-1 6-0

## فردي سيدات
هيلين هول جاكوبز هزمت هايلد كراوينكل سبيرلنغ. النتيجة: 6-2, 4-6, 7-5